# Paraxanthobasis
Paraxanthobasis är ett släkte av tvåvingar. Paraxanthobasis ingår i familjen parasitflugor.
Kladogram enligt Catalogue of Life:
| Paraxanthobasis | \| \| Paraxanthobasis tibialis \| \| \| \| \| \| Paraxanthobasis unicolor \| \| \| \| |
|                 | \| \| Paraxanthobasis tibialis \| \| \| \| \| \| Paraxanthobasis unicolor \| \| \| \| |
|                 | Paraxanthobasis tibialis                                                              |
|                 |                                                                                       |
|                 | Paraxanthobasis unicolor                                                              |
|                 |                                                                                       |